# 프리드리히 미셔
요하네스 프리드리히 미셔(영어: Johannes Friedrich Miescher, 1844년 8월 13일~1895년 8월 26일)은 스위스의 내과의사이자 생물학자이다. 미셔는 1869년에 핵산을 분리한 최초의 과학자이다. 미셔는 또한 프로타민을 발견하였고, 다른 여러 가지 발견도 하였다.
미셔는 독일의 튀빙겐 대학교의 펠릭스 호페-자일러의 연구실에서 백혈구의 핵에서 인산염이 풍부한 다양한 화학물질을 분리하였고, 이를 뉴클레인(nuclein) (지금은 핵산이라고 함)이라고 명명했으며, 이를 통해 DNA가 유전 물질이라는 사실을 알아낼 수 있는 길을 열었다. 1871년에 처음 발표된 이 발견의 중요성은 처음에는 명확하지 않았으며, 알브레히트 코셀이 이 물질의 화학 구조에 대한 최초의 연구를 수행했다. 이후 미셔는 핵산이 유전에 관여할 수 있다는 생각을 제기했고, 심지어 변이가 어떻게 발생하는지 설명할 수 있는 알파벳과 유사한 것이 존재할 수도 있다고 주장하기도 했다.

## 초기 생애 및 교육
프리드리히 미셔는 과학자 집안에서 태어났다. 그의 아버지와 삼촌은 바젤 대학교에서 해부학 교수직을 맡았다. 소년 시절, 미셔는 수줍음이 많았지만 지적이었다. 그의 아버지가 공개적으로 공연을 했기 때문에 그는 음악에 관심이 있었다. 미셔는 바젤에서 의학을 공부했고, 1865년 여름에는 괴팅겐 대학교에서 유기화학자인 아돌프 슈테커 밑에서 일했다. 그러나 미셔의 연구는 그가 장티푸스에 걸려 청각장애를 겪으면서 그 해 동안 중단되었다. 미셔는 1868년에 의학박사 학위를 받았다.

## 경력
미셔는 자신의 부분적 청력 상실이 의사로서 불리할 것이라고 생각했기 때문에 생리화학으로 전공을 변경했다. 미셔는 원래 림프구를 연구하고 싶어 했지만, 펠릭스 호페-자일러의 권유로 호중구를 연구하게 되었다. 미셔는 세포핵의 화학적 특성을 연구하는 데 관심이 있었다. 연구에 필요한 양의 림프구를 얻는 것은 어려웠지만, 호중구는 고름의 주요 성분 중 하나로 알려져 있었고 근처 병원의 환자들이 쓰고 나오는 붕대에서 이를 얻을 수 있었다. 그러나 문제는 세포를 손상시키지 않고 붕대로부터 세포를 씻어내는 것이었다.
미셔는 다양한 염 용액을 고안해냈고, 결국 황산 나트륨이 포함된 염 용액을 만들어냈다. 세포를 여과한 후, 당시에는 원심분리기를 사용할 수 없었기 때문에 세포를 비커 바닥에 가라앉히도록 두었다. 그런 다음 그는 세포질이 없는 핵을 분리하려고 시도했다. 미셔는 정제된 핵을 염기성 추출을 한 다음 산성화하여, 뉴클레인(지금은 DNA로 알려짐)이라고 부른 침전물을 만들었다. 미셔는 여기에 인과 질소가 포함되어 있지만, 황은 포함되어 있지 않다는 것을 발견했다. 이 발견은 당시의 어떤 것과도 너무나 달랐기 때문에 호페-자일러는 자신의 저널에 게재하기 전에 미셔의 연구 내용을 모두 직접 반복했다. 그 후 미셔는 1년 동안 라이프치히 대학교의 칼 루드비히 연구실에서 생리학을 공부한 뒤 생리학 교수로 임명되었다.
미셔는 연어 정자의 성분을 분석하는 동안 알칼리성 물질인 프로타민을 발견했고, 이를 1874년에 발표했다. 프로타민은 인슐린(NPH 인슐린)을 안정화하는 프로타민 황산으로 사용되었으며, 항응고제인 헤파린의 역전제로도 사용되었다.
미셔와 그의 제자들은 핵산의 화학적 성질에 관해 많은 연구를 했지만, 핵산이 어떤 기능을 하는지에 대해서는 밝혀내지 못했다. 그러나 미셔의 발견은 핵산이 유전 물질이라는 사실을 밝히는데 중요한 역할을 했다. 미셔의 발견의 중요성은 알브레히트 코셀(세포와 세포핵, 단백질의 생리화학에 관한 전문가인 독일의 생리학자)이 핵산의 화학 구조를 연구하기 전까지는 알려지지 않았다.
미셔는 또한 혈액 내 이산화 탄소의 농도가 호흡을 조절한다는 것을 증명한 것으로도 알려져 있다.

## 개인사
미셔는 마리아 안나 뤼쉬(Maria Anna Rüsch)와 결혼했다. 미셔는 1895년에 결핵으로 인해 51세의 나이로 사망했다.

## 유산
2008년 기준으로, 두 개의 연구소가 미셔의 이름을 따서 명명되었다. 두 개의 연구소는 튀빙겐의 막스 플랑크 협회 프리드리히 미셔 연구소와 1970년 시바-가이기가 설립한 바젤의 프리드리히 미셔 생물의학 연구소이다.

## 같이 보기
- 프리드리히 미셔 생물의학 연구소
- 막스 플랑크 협회 프리드리히 미셔 연구소
- 핵산
- DNA
- RNA

## 참고 문헌
- Dahm, R (Feb 2005). “Friedrich Miescher and the discovery of DNA”. 《Developmental Biology》 278 (2): 274–88. doi:10.1016/j.ydbio.2004.11.028. ISSN 0012-1606. PMID 15680349.
- Maderspacher, F (Aug 2004). “Rags before the riches: Friedrich Miescher and the discovery of DNA”. 《Current Biology》 14 (15): R608. doi:10.1016/j.cub.2004.07.039. ISSN 0960-9822. PMID 15296772.
- Knill, Rl (May 1993). “Practical CO2 monitoring in anaesthesia”. 《Canadian Journal of Anesthesia》 40 (5 Pt 2): R40–9. doi:10.1007/BF03020684. ISSN 0832-610X. PMID 8500212.
- Merke, F (Jan 1973). “Forgotten fundamental physiological studies of migrating salmon by Basel's physiologist, Friedrich Miescher”. 《Gesnerus》 30 (1–2): 47–52. doi:10.1163/22977953-0300102006. ISSN 0016-9161. PMID 4581278. S2CID 248488146.
- James, J (Mar 1970). “Miescher's discoveries of 1869. A centenary of nuclear chemistry”. 《Journal of Histochemistry and Cytochemistry》 18 (3): 217–9. doi:10.1177/18.3.217. ISSN 0022-1554. PMID 4908150.
- Ostrowski, W (1970). “From nucleic acids to DNA. On the 100th anniversary of the discovery of nucleic acids by Friedrich Miescher”. 《Postepy Biochemii》 16 (4): 581–7. ISSN 0032-5422. PMID 4921671.
- De, Meuron-Landolt, M (Jan 1970). “Johannes Friedrich Miescher: his personality and the importance of his work”. 《Bulletin der Schweizerischen Akademie der Medizinischen Wissenschaften》 25 (1–2): 9–24. ISSN 0036-7494. PMID 4910336.
- Bernhard, K (Jan 1971). “Jonhannes Friedrich Miescher Symposium. 100th anniversary of the discovery of nucleic acids. Welcome”. 《Bulletin der Schweizerischen Akademie der Medizinischen Wissenschaften》 25 (1–2): 32–4. ISSN 0036-7494. PMID 4908661.
- Harbers, E (Oct 1969). “On the discovery of DNA by Friedrich Miescher 100 years ago”. 《German Medical Monthly》 14 (10): 517–8. ISSN 0016-8785. PMID 4903604.
- Harbers, E (Sep 1969). “On the discovery of DNA by Friedrich Miescher 100 years ago”. 《Deutsche Medizinische Wochenschrift》 94 (38): 1948–9. ISSN 0012-0472. PMID 4897532.
- Buess, H (Feb 1953). “Joh. Friedrich Miescher and the contribution of Basle physicians to the biology of the nineteenth century”. 《The Yale Journal of Biology and Medicine》 25 (4): 250–61. ISSN 0044-0086. PMC 2599305. PMID 13049881.
- Miescher, Friedrich (1871). “Ueber die chemische Zusammensetzung der Eiterzellen”. 《Medicinisch-chemische Untersuchungen》 4: 441–460.
- Greenstein JP (1943). “Friedrich Miescher, 1844-1895”. 《The Scientific Monthly》 57 (5): 523–532. Bibcode:1943SciMo..57..523G. JSTOR 18231.
- Meyer Friedman and Gerald W. Friedland, Medicine's 10 Greatest Discoveries, ISBN 0-300-08278-9, pp. 194–196.
- Veigl, Harman, Lamm, "Friedrich Miescher's Discovery in the Historiography of Genetics", Journal of the History of Biology 53:3, 2020